# Poly (football)
Pour les articles homonymes, voir Poly.
Policarpo Ribeiro de Oliveira, aussi appelé simplement Poly (né le 21 décembre 1907 à Conceição de Macabu et mort en mai 1986), était un joueur et entraîneur de football brésilien.

## Biographie
Il a joué attaquant de 1924 à 1944 pour le club brésilien de l'Americano.
Il a également participé avec 23 autres joueurs dont 10 attaquants à la coupe du monde 1930 en Uruguay, sélectionné par l'entraîneur brésilien Píndaro. Poly joue son unique rencontre internationale lors de la compétition, contre la Yougoslavie.

## Palmarès

### Club
- Championnat de Campos dos Goytacazes : 6
  - Américano : 1925, 1930, 1934, 1935, 1939, 1944